# 凯特·阿普顿
凱薩琳·“凯特”·阿普顿（英語：Katherine "Kate" Upton，1992年6月10日—）是一位美國模特兒及演員，作为2011年《体育画报》的泳装模特而闻名全美，被评选为“年度最佳新秀”，並且是2012年刊及2013年刊的封面模特兒。她同時也是《浮華世界》一百週年紀念的封面人物。

## 早年生活
凯特·阿普顿出生于密西根州，在佛罗里达州墨爾本长大。阿普頓於聖三一主教學院（Holy Trinity Episcopal Academy）肄業。她的父母為高中田徑指導傑夫·阿普頓（Jeff Upton）與前德州網球冠軍雪萊·阿普頓（Shelley Upton），家里一共有三个兄弟姐妹。叔叔弗雷德·阿普顿（Fred Upton）是美國眾議院密歇根州的第六届国会代表，而曾祖父為家電製造銷售商惠而浦的共同創辦人路易斯·阿普顿（Frederick Upton）。
凯特·阿普顿喜欢骑术，经常参与各种马术表演和比赛。身為一位年輕的馭手，阿普頓出席美國花馬協會，並且角逐全國性的比賽。她的馬名為「Roanie Pony」，到了2009年時有了第二隻馬「Zipped」。

## 模特生涯
2008年，凯特·阿普顿搬到了纽约市，并在那里签约工作。
2011年，凯特·阿普顿出现在《体育画报》的泳装主题上，并被誉为“年度最佳新秀”。同时，她是维多利亚的秘密和Jenna Leigh的代言人，并为盖尔斯拍摄广告。

## 影視作品

### 電影
| 年份 | 名稱           | 角色               | 備註     |
| ---- | -------------- | ------------------ | -------- |
| 2011 | 《劏樓大盜》   | 海托爾先生的女主人 | 客串     |
| 2012 | 《三個臭皮匠》 | Sister Bernice     |          |
| 2014 | 《婦仇者聯盟》 | Amber              |          |
| 2017 | 《大災難家》   | 她本人             | 鏡頭刪減 |
| 2017 | 《獵男有轉機》 | Meg                |          |
| 2017 | 《Wild Man》   | Talia              |          |

### 電視劇
| 年份 | 名稱                                                | 角色                                | 備註                                        |
| ---- | --------------------------------------------------- | ----------------------------------- | ------------------------------------------- |
| 2011 | 《塔許一點靈》                                      | 她本人                              | 單集："Bug in Mouth Reporter"               |
| 2012 | 《Sports Illustrated: The Making of Swimsuit 2012》 | 她本人                              | 電視特別節目；2月14日                       |
| 2012 | 《週六夜現場》                                      | 她本人                              | 單集："Maya Rudolph/Sleigh Bells"           |
| 2012 | 《GTTV Presents MLB 2K12: The Perfect Club》        | 她本人                              | 5月24日的劇集                               |
| 2017 | 《名人對嘴生死鬥》                                  | 她本人                              | 4月20日的劇集                               |
| 2018 | 《魯保羅變裝皇后秀》                                | 她本人／嘉賓                        | 1集（第十季）                               |
| 2018 | 《機器雞》                                          | Unsinkable Molly Brown／Blonde Girl | 單集："Your Mouth Is Hanging off Your Face" |

## 私人生活
丈夫為美國職棒大聯盟休士頓太空人投手賈斯丁·韋蘭德。

## 外部連結
- 凯特·阿普顿的官方網站
- 凯特·阿普顿 Twitter的頁面 （页面存档备份，存于）
- 凯特·阿普顿 Facebook的頁面 （页面存档备份，存于）
- 凯特·阿普顿的Instagram帳戶